# Conseil national du littoral
Pour les articles homonymes, voir CNL.
 (septembre 2007).
Si vous disposez d'ouvrages ou d'articles de référence ou si vous connaissez des sites web de qualité traitant du thème abordé ici, merci de compléter l'article en donnant les références utiles à sa vérifiabilité et en les liant à la section « Notes et références ».
Le Conseil national du littoral (CNL) a été institué en France par l’article 235 de la loi du 23 février 2005 relative au développement des territoires ruraux (loi DTR). La loi prévoit en effet la création d’« un conseil national pour l'aménagement, la protection et la mise en valeur du littoral et la gestion intégrée des zones côtières, dénommé Conseil national du littoral ».  Cette disposition vient compléter la loi du 3 janvier 1986 relative à l'aménagement, la protection et la mise en valeur du littoral. Un décret (n° 2005-1426) du 18 novembre 2005 vient préciser sa composition et son fonctionnement.
Le CNL est présidé par le Premier ministre français. L’installation du CNL s’est déroulée à Matignon le 13 juillet 2006. Au cours de son allocution, le Premier ministre a considéré que le CNL devait « devenir un véritable parlement du littoral, l’enceinte naturelle d’une politique plus intégrée et davantage centrée sur les acteurs ».
En 2011, le CNL a été remplacé, à la suite du Grenelle de la mer, par le Conseil national de la mer et des littoraux, auquel la loi Grenelle II et le décret du 10 juin 2011 ont donné une mission plus large.

## Composition
Sa composition est large ; la loi DTR précise que le CNL « comprend des membres du Parlement et des représentants des collectivités territoriales des façades maritimes de métropole et d'outre-mer ainsi que des représentants des établissements publics intéressés, des milieux socio-professionnels et de la société civile représentatifs des activités et des usages du littoral ».
Le décret établi une liste précise des 72 membres, dans laquelle figurent : 5 députés et 5 sénateurs, 25 élus de collectivités territoriales du littoral, 10 représentants de syndicats patronaux et salariés, 8 représentants d’organisations et d’activités professionnelles, 7 représentants d’activités associatives, 6 représentants d’établissements publics, et 6 personnalités qualifiées.
Ces membres ont été effectivement nommés par arrêté du Premier ministre, du ministre d'État, ministre de l'intérieur et de l'aménagement du territoire et du ministre délégué à l'aménagement du territoire en date du 26 juin 2006.
Tous ces membres ont évidemment un lien fort avec le littoral. Ils sont désignés par le Premier ministre pour une période de 5 ans.

## Fonctionnement
Le CNL est, selon le Premier ministre, « un lieu d’échange et d’expertise ». Il se réunit au moins une fois par an, sur convocation de son président, qui fixe l’ordre du jour. Il entend les ministres intéressés par ses travaux, ainsi que toute personne qu’il juge utile d’auditionner.
Le CNL comporte une commission permanente composée de vingt-et-un membres, élus en son sein après chaque renouvellement général. Le président de cette commission permanente est le député de la Somme Jérôme Bignon. Cette commission permanente joue un rôle majeur dans l’organisation du CNL : elle propose, prépare les travaux, et assure le suivi et la mise en œuvre de ses travaux. Elle peut entendre elle-même toute personne qu’elle juge utile d’auditionner.
Le décret relatif à la composition et au fonctionnement du CNL a prévu que le secrétariat et ses organes dérivés (commission permanente, groupes de travail) sont assurés - comme pour le Conseil National de la Montagne - par la Délégation interministérielle à l'aménagement du territoire et à l'attractivité régionale (DATAR).

## Rôle et mission
a) Selon la loi DTR
- Le CNL a un rôle de proposition auprès du Gouvernement qui peut le saisir pour avis de tout sujet relatif au littoral.
- Il doit permettre d’atteindre une meilleure coordination des actions publiques dans les territoires littoraux.
- « Il définit les objectifs et précise les actions qu'il juge nécessaires pour l'aménagement, la protection et la mise en valeur du littoral, dans une perspective de gestion intégrée des zones côtières. »
- Il est associé au suivi de la mise en œuvre des contrats initiés par l'Union européenne et intéressant le littoral.
- Il est consulté sur les attributions des aides de l’État concernant le littoral.
- « Il peut être consulté sur les projets définis en application des contrats passés entre l'État et les régions ainsi que sur tout projet législatif ou réglementaire intéressant le littoral. »
- « Il participe aux travaux de prospective, d'observation et d'évaluation conduits sur le littoral aux niveaux européen, national et interrégional. »

b) Les objectifs fixés par le Premier ministre
Lors de la constitution du CNL le 13 juillet à Matignon, le Premier ministre a considéré que de cette diversité des membres et de cette concertation renforcée doit naître une « vision plus intégrée entre la protection de l’environnement, l’urbanisation et le développement économique », sur des principes de « subsidiarité et de responsabilité territoriale ».
Le Premier ministre a évoqué :
Deux grands défis à relever : 
- Répondre au problème de la pression démographique sur le littoral
- Renforcer l’activité économique du littoral

Et trois grands sujets de réflexion pour le CNL :
- Analyser et évaluer les outils d'aménagement du littoral (loi littoral, gestion intégrée des zones côtières)
- Anticiper les risques naturels en lien avec les conséquences du changement climatique
- Développer les énergies renouvelables en mer et sur le littoral.

## Premières réunions de travail de la commission permanente
Une première réunion s’est tenue le 13 juillet 2006 à Matignon à la suite de l'installation du CNL, au cours de laquelle le président et le vice-président ont été élus. 
La première « vraie » réunion de travail de la commission permanente s’est déroulée le 24 octobre 2006 au Cap-Hornu, en Baie de Somme. Les membres ont pu approfondir leurs échanges sur divers sujets d'actualité, comme le Livre vert sur la politique maritime intégrée de l'Union européenne. Par ailleurs, conformément aux chantiers prioritaires confiés par le chef du gouvernement, ils ont décidé de créer trois groupes de travail sur les thématiques suivantes : 
- suivi des outils de gestion du littoral (loi littoral, gestion intégrée des zones côtières, etc.) ;
- analyse et anticipation des risques en zones littorales, liés notamment au changement climatique ;
- développement des énergies renouvelables en mer et sur le littoral.

#### Nouveaux schémas créés, ou modifiés par le Grenelle II
- Schéma régional climat air énergie (SRCAE, qui se substituent aux anciens PRQA (plans régionaux pour la qualité de l'air créés par la loi du 30 décembre 1996 sur l'air et l'utilisation rationnelle de l'énergie.)
- Schéma régional de raccordement au réseau des énergies renouvelables(SRRRER)
- Schéma régional de cohérence écologique(SRCE)
- Schéma de cohérence territoriale(SCOT)
- Schéma d'aménagement régional (SAR)
- Plan climat-énergie territorial (PCET)

#### Articles concernant des sujets proches
- Aménagement du territoire
- Grenelle de la mer
- Loi Grenelle I
- Droit de l'environnement,
- Trame verte et bleue
- Trame verte,
- Trame bleue
- Trame bleu marine

Aménagement et Droit de l'urbanisme : 
- Bon état des eaux
- Développement soutenable
- Haute qualité environnementale (HQE)
- Aménagement du territoire
- Servitude environnementale
- Directive régionale d'aménagement
- Directive territoriale d'aménagement
- Projet d'intérêt général (PIG)